# Hendecourt-lès-Ransart
Hendecourt-lès-Ransart település Franciaországban, Pas-de-Calais megyében. Lakosainak száma 142 fő (2022. január 1.). Hendecourt-lès-Ransart Ficheux, Adinfer, Blairville és Boiry-Sainte-Rictrude községekkel határos.

## Népesség
A település népességének változása:
| Lakosok száma | 128  | 135  | 137  | 135  | 136  | 137  | 139  | 138  | 142  |
|               | 2013 | 2015 | 2016 | 2017 | 2018 | 2019 | 2020 | 2021 | 2022 |